# Marbre du Proconnèse

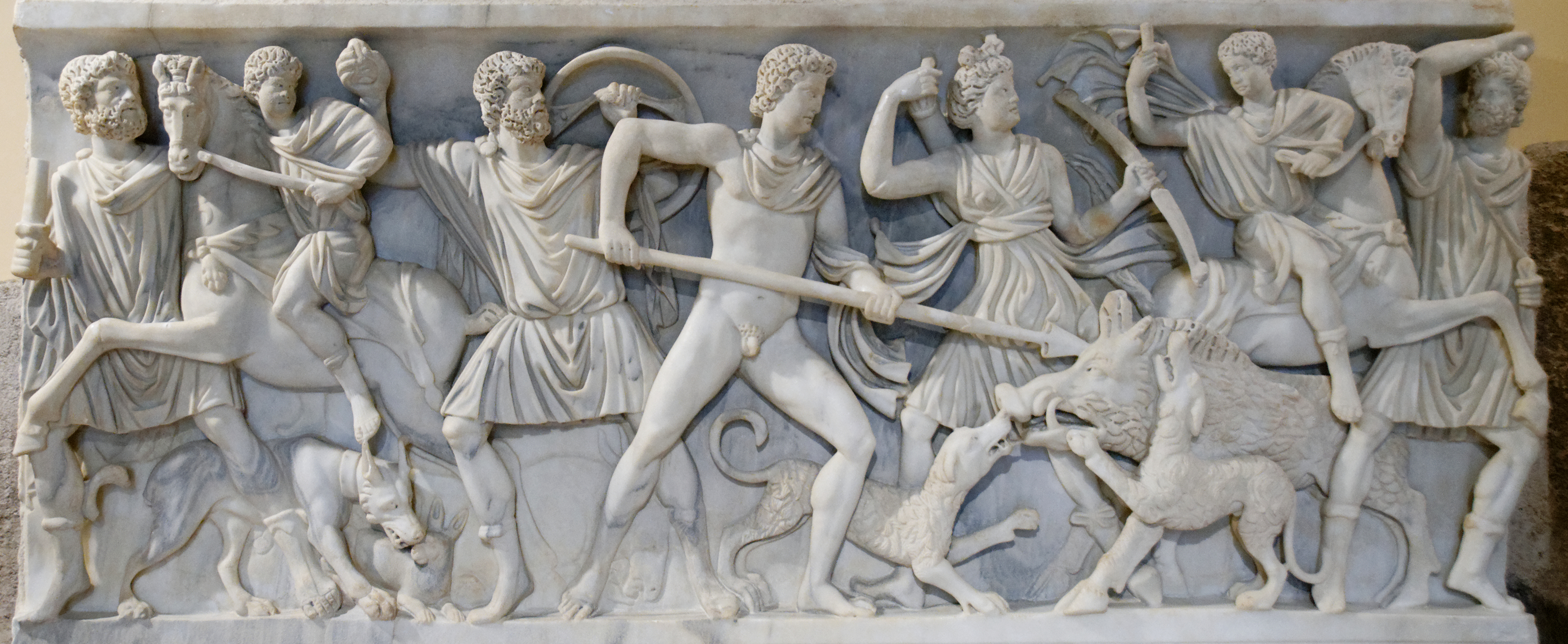
Sarcophage représentant la chasse au sanglier de Calydon : le héros Méléagre et la déesse Artémis. Marbre du Proconnèse, œuvre romaine.

Le marbre du Proconnèse ou marbre proconnèse (marmor proconnesium en latin) est une variété de marbre blanc parmi les plus utilisées dans l’Empire romain ; il est compris dans les marbres antiques.
La variété présente une couleur blanche avec nuances, uniformes ou  avec veinures gris-bleuâtre à grands cristaux.
Les carrières se trouvent dans l’île du Proconnèse (nom grec antique Prokonnesos, sur la mer de Marmara) et dépendaient administrativement de l’antique cité de Cyzique, proche de la côte anatolienne.

## Historique
Les premières exploitations des carrières de marbre de l’île, à l’époque de la Grèce antique, remontent à la seconde moitié du Ier siècle : les plus anciens exemples d’exportation sont les éléments architecturaux de la restauration du temple de Venus à Pompéi après le tremblement de terre de 62.
Au cours du IIe et IIIe siècles, l’exportation s’étend sur les régions orientales de l’Empire, à Rome et le long du cours du Danube. Au IVe siècle, ce fut un des marbres les moins coûteux du barème des prix de Dioclétien, et un des plus largement diffusés, pour le principal motif de sa facilité de transport dû aux carrières situées directement près des côtes. Ce fut le principal marbre employé, au début du IVe siècle dans la construction de Constantinople.
Les carrières étaient la propriété Impériale et les plus importantes se trouvaient près de la localité  de Monastyr, Kavala et Saraylar en Turquie. Production en série d’éléments architecturaux, vasques et sculptures décoratives, sarcophages. Dans les carrières, les produits manufacturés étaient ébauchés selon les souhaits des clients, pour être ensuite finis à l’arrivée. À partir du IVe siècle, presque toutes les phases de mise en œuvre se firent sur le lieu même d’exploitation.

## Exemples
- Plaques de revêtement muraux à l’intérieur de la basilique Saint-Marc de Venise.
- Colonnes de la basilique Santi Giovanni e Paolo sur la colline Celio (rione de Rome)
- Reliefs de la Gigantomachie du grand Autel de Pergame Grand Autel de Pergame à Pergame (Asie Mineure)

## Curiosité
- À cause de l'odeur bitumineuse des rayures ou fractures, les "marbriers" de la Renaissance lui donnèrent le nom de "marbre oignon" ("marmo cipolla" en italien)

## Référence
- (it) Cet article est partiellement ou en totalité issu de l’article de Wikipédia en italien intitulé « Marmo proconnesio » (voir la liste des auteurs).